# حديقة كولي الوطنية

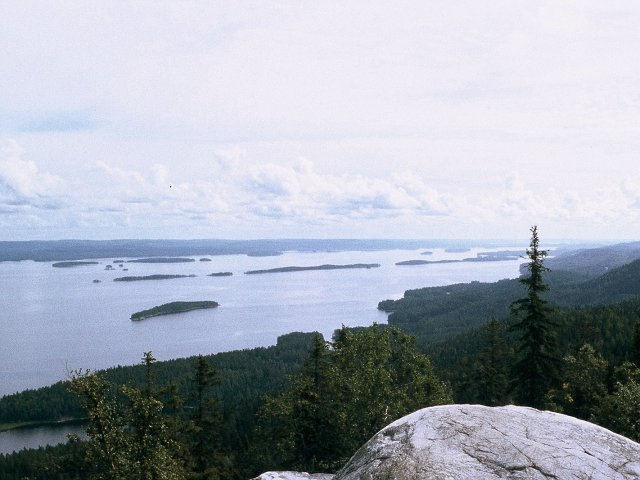
Näkymä Ukko-Kolilta.

حديقة كولي الوطنية (بالفنلندية: Kolin kansallispuisto) حديقة وطنية في بلديات يوينسو، لييسكي وكونتيولهتي في إقليم كاريليا الشمالية في فنلندا. تغطي 30 كيلومتراً مربعاً، في تلال مشجرة على الضفة الغربية لبحيرة بييلينن، تأسست في عام 1991. خلافا لغيرها من الحدائق الوطنية في فنلندا ، كان يدير حديقة كولي الوطنية أصلا معهد بحوث الغابات الفنلندي. أما الآن فتديرها مؤسسة ميتساهاليتوس المملوكة للدولة كباقي الحدائق الوطنية الأخرى.
لدى كولي الكثير لتقديمه لتراث الحكمة الثقافي. سابقا، كان موقع لتقديم القرابين. ولاحقاً استخدمت لزراعة القطع والحرق. الهدف من حديقة كولي الوطنية ليس حماية الطبيعة البرية ولكن التراث الزراعي التقليدي العزيز في كولي. بعض الحقول أُحرقت وأُعيدت زراعتها، ويـُقطع الدريس سنوياً. السلالات الأبقار والأغنام الفنلندية التقليدية تـُرعي في مروج كولي.